# Evangelische Kirche (Steinsfurt)

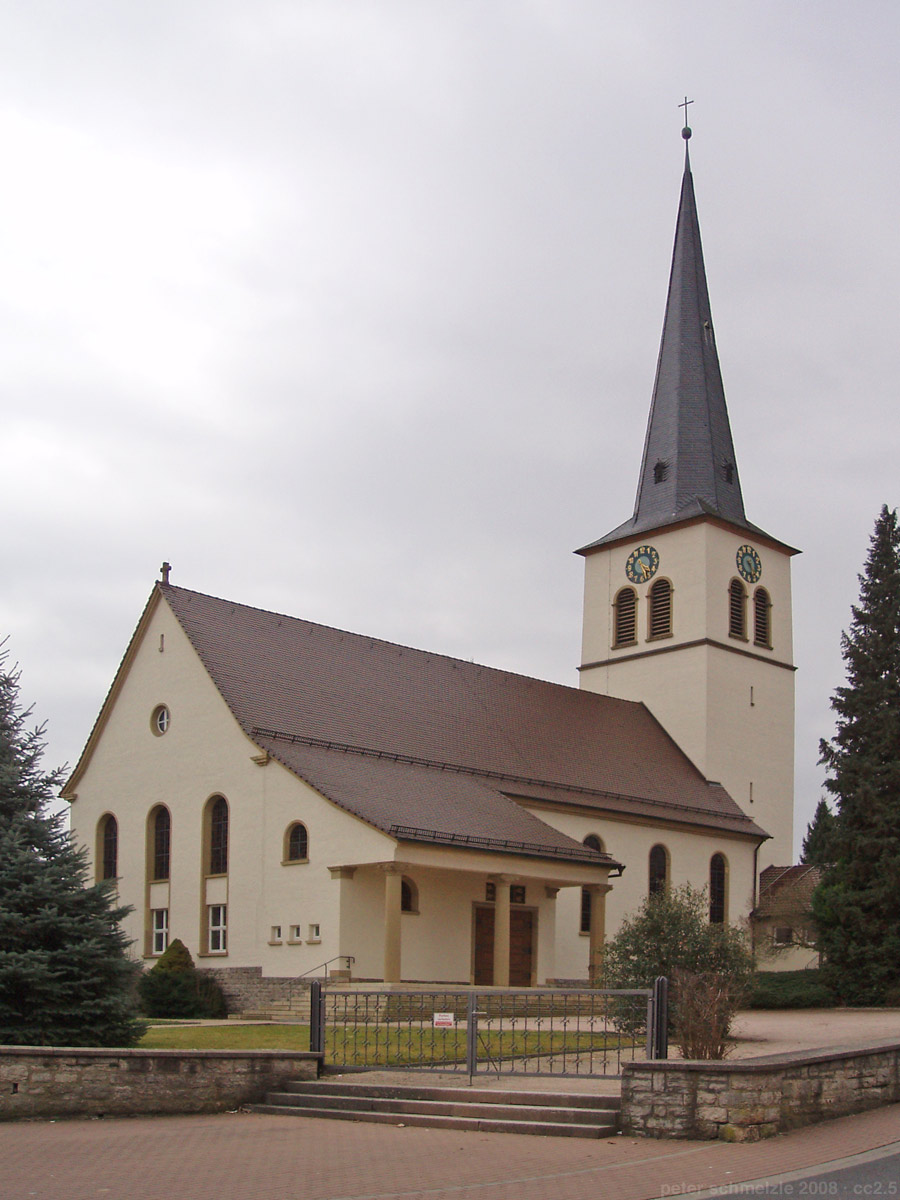
Evangelische Kirche in Steinsfurt

Die Evangelische Kirche in Steinsfurt, einem Stadtteil von Sinsheim im Rhein-Neckar-Kreis und nördlichen Baden-Württemberg, wurde 1937 eingeweiht und ersetzte die danach entwidmete Alte evangelische Kirche.

## Geschichte
Steinsfurt wurde im Zuge der Reformation in der Kurpfalz 1556 reformiert. Ab dem 17. Jahrhundert gab es eine reformierte, eine lutherische und eine katholische Gemeinde. Die historische Kirche des Ortes kam im Zuge der Pfälzischen Kirchenteilung 1705 an die katholische Gemeinde, wurde aber von Lutheranern und Reformierten noch bis in die 1760er Jahre mitbenutzt. Die Lutheraner errichteten 1767 eine eigene Kirche, die Reformierten erbauten ab 1769 das reformierte Kirchengebäude. Nach dem Zusammenschluss von Lutheranern und Reformierten zur evangelischen Landeskirche in Baden wurde die lutherische Kirche 1823 verkauft und die reformierte Kirche von der vereinigten Gemeinde genutzt. Die Kirche war bereits gegen Ende des 19. Jahrhunderts baufällig. Neubaupläne verzögerten sich aufgrund des Ersten Weltkriegs erheblich, so dass erst 1936 der Grundstein für die heutige Kirche gelegt wurde, die man im Folgejahr bezog.

## Glocken
Bei der Fertigstellung der Kirche wurden die drei Glocken der alten evangelischen Kirche übernommen. Die älteste dieser Glocken war 1767 bei Anselm Franz Speck in Heidelberg gegossen worden und hing bis 1823 in der lutherischen Kirche. Sie hat den Schlagton des‘‘, einen Durchmesser von 59 cm und ein Gewicht von 135 kg. Die beiden anderen Glocken mit Gewichten von 510 und 282 kg waren im Jahr 1922 bei der Glockengießerei Bachert in Karlsruhe als Ersatz für drei im Ersten Weltkrieg abgelieferte Glocken gegossen worden. Im Zweiten Weltkrieg mussten die beiden Bachert-Glocken von 1922 abgeliefert werden. Als Ersatz kamen 1950 vier neue Glocken vom Bochumer Verein. Diese Stahlglocken haben die Schlagtöne f‘, as‘, b‘ und c‘‘ und Durchmesser von 84 bis 122,5 cm.